# Гребля Імранли
Гребля Імранли (тур. İmranlı Barajı) - кам'яно-накидна гребля з глиняним ядром  розташована у верхів'ях річки Кизил-Ірмак, Центральна Анатолія, Туреччина. Побудована у 1994-2004 роках. Провідною метою будівництва цієї греблі була іригація терену  11.220 га.
Гребля має заввишки - 46 м, об'єм - 2,1 млн. м³. Площа водосховища - 6,5 км², об'єм - 62,5 млн. м³